# أليكسندرو أفيريسكو

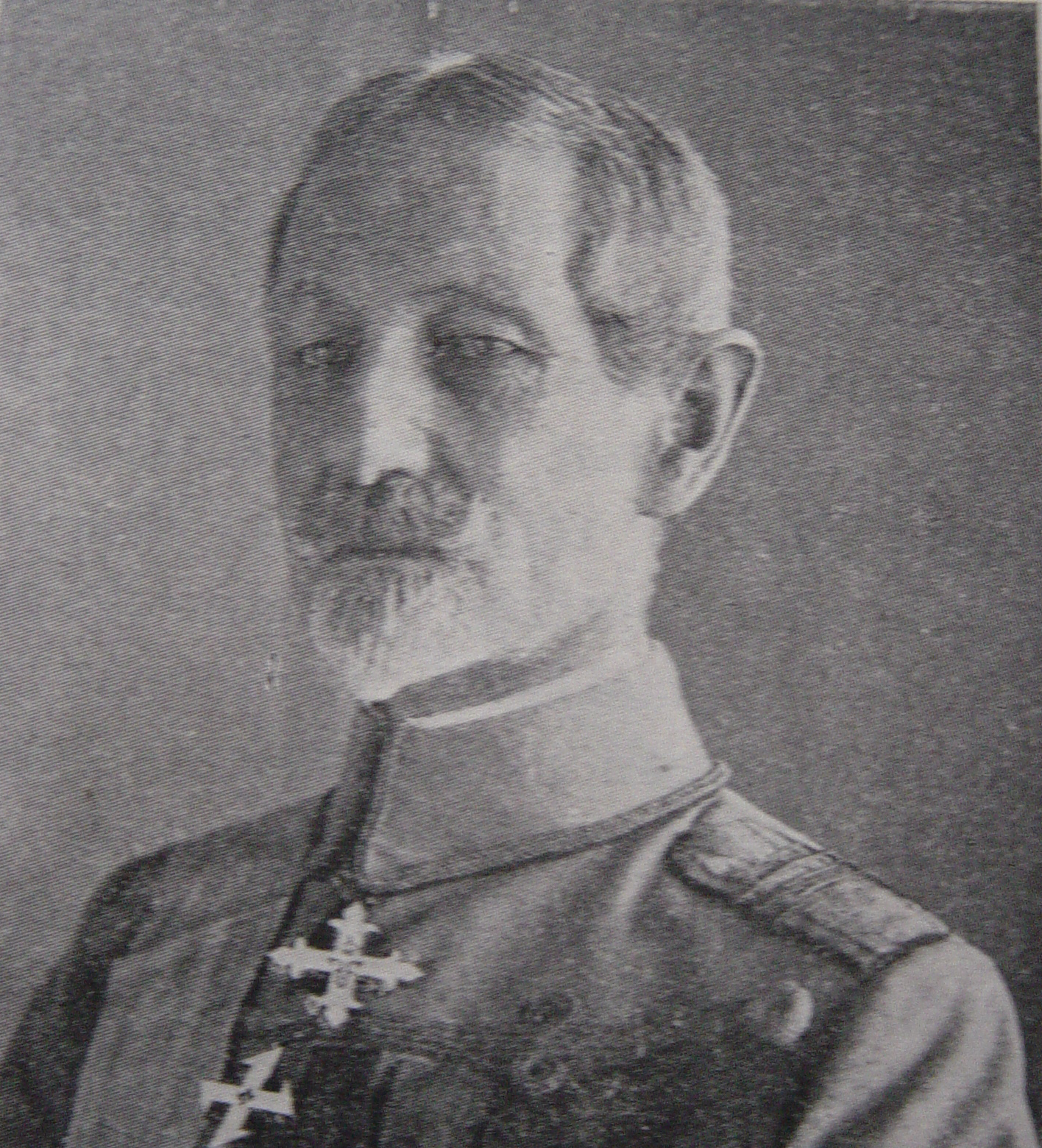
أليكسندرو أفيريسكو عام 1918

أليكسندرو أفيريسكو (بالرومانية: Alexandru Averescu) (1859–1938) كان مارشال شعبوي روماني، قائد القوات المسلحة الرومانية أثناء الحرب العالمية الأولى شغل منصب رئيس الوزراء من ثلاثة خزانات منفصلة (فضًلا عن شغله منصب وزير الخارجية المؤقت في يناير وحتى مارس 1918 وزير بدون حقيبة في عام 1938.

## روابط خارجية
- أليكسندرو أفيريسكو على موقع الموسوعة البريطانية (الإنجليزية)